# Упитни језик
Упитни језици (енгл. Query Languages) су језици који користе рачунар да праве упите у базама података и информационим системима.
Уопштено, језици упита могу да се класификују према тома да ли су језици упита над базама података или језици упита над пронађеним информацијама. Разлика је у томе што упитни језици над базама података покушавају да дају праве одговоре на чињенична питања, док упитни језици за проналажење информације покушава да пронађе документе који садрже информације које су релевантне за област истраживања.

## Примери
- SQL је добро познат упитни језик за релационе базе података
- XQuery је упитни језик за XML базе података
- XPath је декларативни језик за навигацију кроз XМЛ документе
- Упитни језик претраживача, нпр., језици које корите Гугл[1] или Бинг[2]